# Bart Domburg
Bart Domburg (Zwolle,13 januari 1957) is een Nederlands/Duits beeldend kunstenaar, actief als schilder en tekenaar. 
Hij was bestuurslid bij Stichting Aorta in de jaren 1980. Ook was hij drummer bij kunstenaarspunkband Soviet Sex, die was opgericht door Maarten Ploeg en Peter Klashorst en waar later ook zangeres Ellen ten Damme en Rogier van der Ploeg deel van uitmaakten.
In 2018 maakte Domburg een kunstwerk waarvoor hij de namen van alle tijdens de Tweede Wereldoorlog uit Nederland gedeporteerde joden, Roma en Sinti opschreef om zo de massaliteit van de Holocaust inzichtelijk te maken.
- Gemeinsame Normdatei: 122661966
- International Standard Name Identifier: 0000 0000 5622 8670
- Library of Congress Control Number: nr2001002304
- Nederlandse Thesaurus van Auteursnamen: 074476777
- RKD-Nederlands Instituut voor Kunstgeschiedenis: 23592
- Système universitaire de documentation: 258952849
- Union List of Artist Names: 500333293
- Virtual International Authority File: 79468720
- WorldCat: E39PBJpdVTRKJxfmrGGRVGgh73